# Buñuelos de bacalao

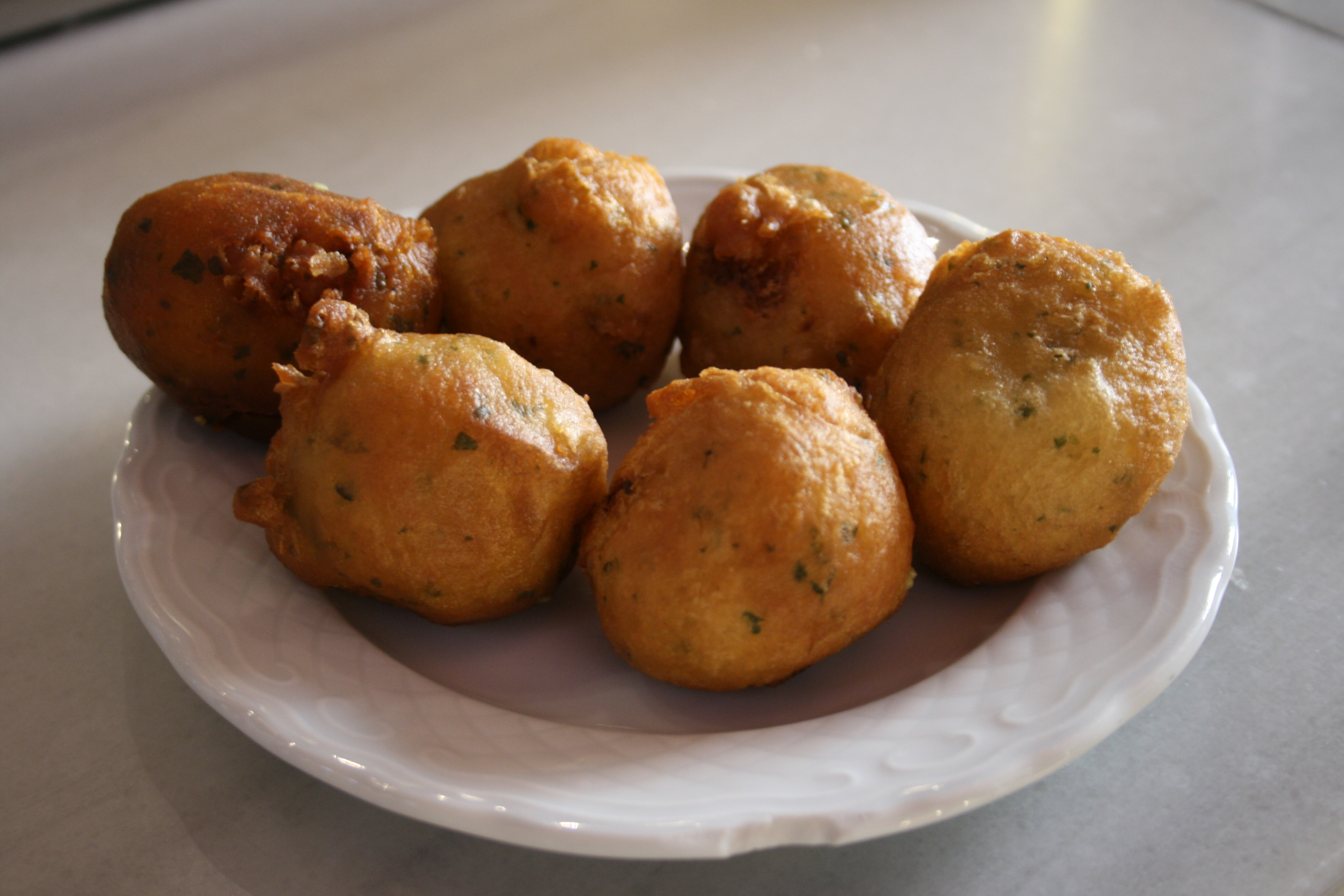
Una tapa de buñuelos.

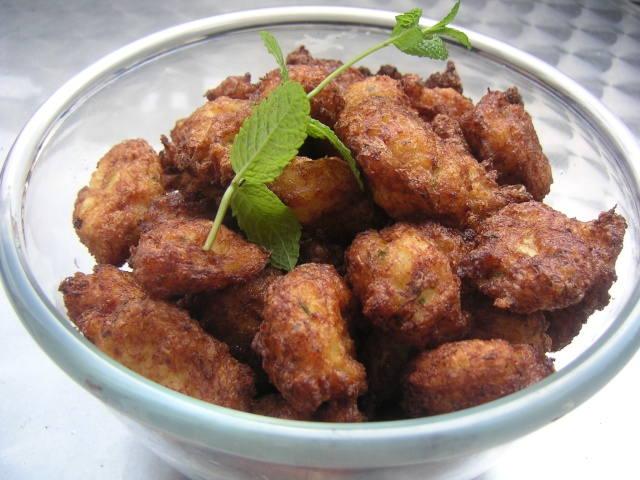
Una fuente de buñuelos de bacalao caseros.

Los buñuelos de bacalao (o bolinho de bacalhau en portugués) son una especialidad gastronómica muy típica en Europa del Sur (entre ellos España, Francia, Italia y Portugal).Se trata de un tipo de croqueta de pasta de bacalao desmigado y mezclado con otros ingredientes. Su preparación varía ligeramente según el país.

## Características
En España y Portugal, son muy populares, no contienen guindilla y que se suelen freír en aceite de oliva. En ambos lugares se hacen con bacalao desalado y desmigado (esqueixat) mezclado con una masa típica de buñuelos (Cataluña: agua o leche, harina, huevos; Portugal: patatas y huevos) y se suele especiar con ajo, perejil y a veces también cebolla picada. Se suelen comer como tapa, en platos de frituras variadas o como acompañamiento en platos combinados.

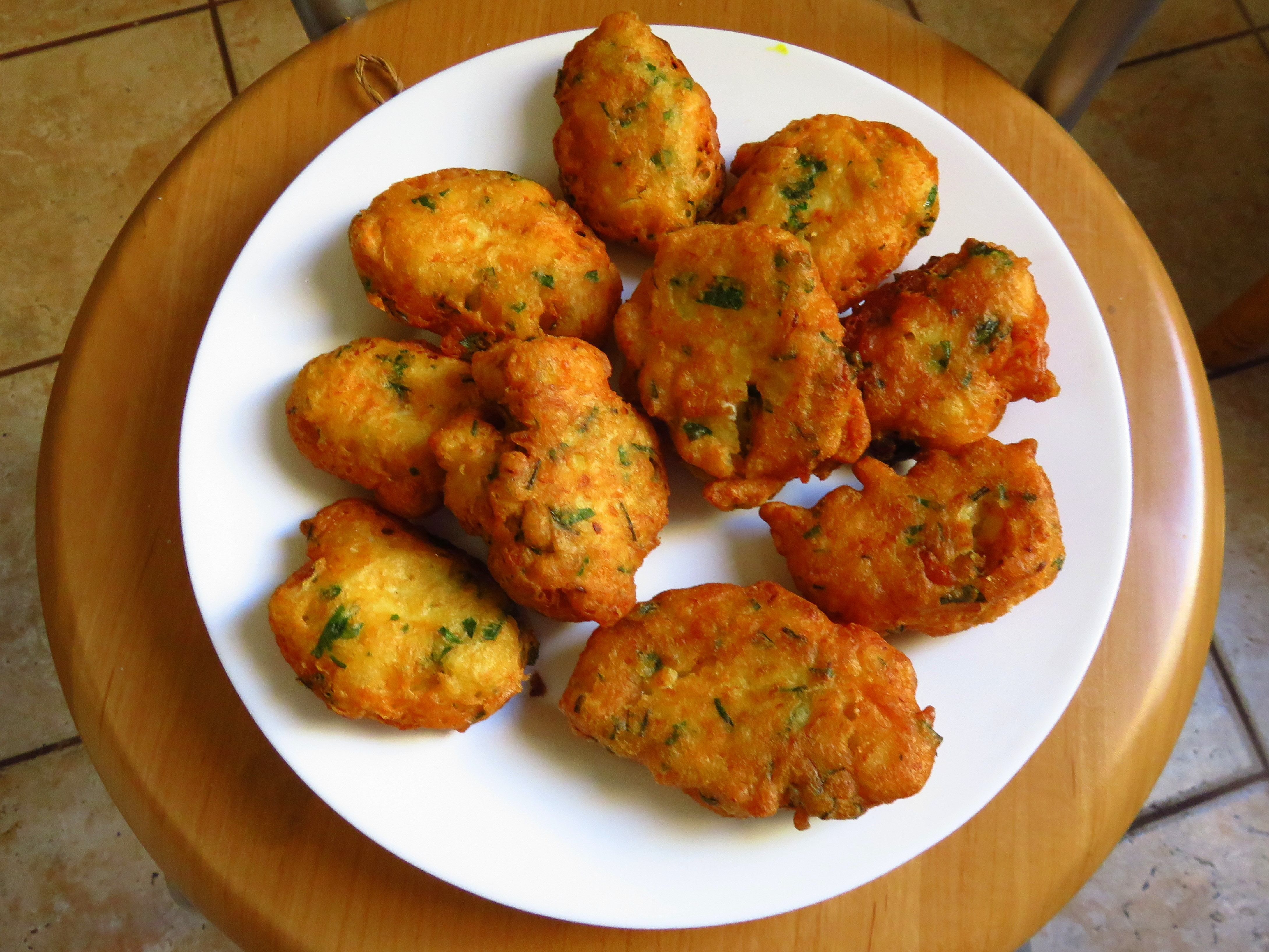
Buñuelos de bacalao

La más conocida receta es de un oficial del ejército Portugués, Carlos Bandeira de Melo de pseudónimo Carlos Bento da Maia, en el libro "Arte do Cozinheiro e do Copeiro" cuya primera edición tiene fecha de 1904 y es llamada de Bolinhos de Bacalhau ou Pastéis de Bacalhau en los países de habla portuguesa. De acuerdo con el museo del Bacalao (Centro Interpretativo da Historia do Bacalhau), localizado en Lisboa, la más antigua receta publicada de un buñuelo de bacalao fue escrita por el también portugués Visconde de Vilarinho de S. Romão en su libro “Arte do Cozinheiro e do Copeiro” de 1841.Pero en realidad, esa receta de 1841 corresponde a unas tajadas de bacalao fritas y no a croquetas como tal.

## Variantes
En Francia, existe una variante muy similar a esta versión portuguesa, son los guadalupeños (en la lengua indígena de la isla son acras), que son ligeramente picantes y muy famosos en las cocinas francesas.
También forman parte de las cocinas tradicionales del sureste francés así que de la costa atlántica. En el libro de Jean-Baptiste Reboul, la cuisinière provençale, publicado en 1897, se encuentra una receta llamada croquette de morue (croqueta de bacalao), en la cual se forma una masa de bacalao, puré de patatas y huevos, se forman las croquetas y se fríen sin apanar.